# 蔵王川
蔵王川（ざおうがわ）は、山形県上山市東部、蔵王熊野岳から、須川に合流する河川である。

## 地理
山形県上山市熊野岳に源を発し西に流れる。上山市金瓶で須川に合流する。

## 流域の自治体
山形県
上山市

## 水質
蔵王火山の活動や、蔵王鉱山の硫黄採掘による鉱毒水のため、強酸性を示す。

## 流域の観光地
- 蔵王猿倉スキー場 - 蔵王鉱山の跡地を再利用して冬はスキー場、夏は蔵王エコーラインの基地として賑わう。